# Opolonske (Șpîlivka), Sumî
Opolonske (în ucraineană Ополонське) este un sat în comuna Șpîlivka din raionul Sumî, regiunea Sumî, Ucraina.

## Demografie
Componența lingvistică a localității Opolonske
     Ucraineană (99,04%)
     Alte limbi (0,96%)
Conform recensământului din 2001, majoritatea populației localității Opolonske era vorbitoare de ucraineană (99,04%), existând în minoritate și vorbitori de alte limbi.